# Ontario Highway 63
Der Highway 63 in der kanadischen Provinz Ontario hat eine Länge von 63,5 km. Er beginnt im Norden der Stadt North Bay und endet bei Témiscaming an der Provinzgrenze zu Québec.

## Streckenverlauf
Die Fernstraße wurde im August 1937 eröffnet. Früher begann der Highway an der Main Street im Zentrum von North Bay. 1998 wurden die westlichsten 1,9 km in die Verantwortung der Stadt übergeben, so dass der jetzige westliche Straßenbeginn ein Abzweig vom Highway 11 bzw. Highway 17 in ostnordöstlicher Richtung darstellt. Der Highway verläuft durch die nordöstlichen Vororte von North Bay entlang dem Nordufer des Trout Lake. Nach 18,5 km passiert die Fernstraße die Ortschaft Redbridge, nach weiteren 5,5 km Balsam Creek. Anschließend wendet sich die Straße allmählich nach Norden. Bei Straßenkilometer 40 zweigt der Ontario Highway 533 nach Südosten ab. Dieser führt am Alexander Lake Forest Provincial Park vorbei nach Mattawa. Wenige Meter später überquert der Highway 63 den Little Jocko River, nach weiteren knapp 8 km den Jocko River. Beide Flüsse befinden sich im Jocko Rivers Provincial Park. Der Highway 63 wendet sich nun nach Nordosten. Bei Straßenkilometer 53 passiert der Highway die Siedlung Eldee und erreicht kurz darauf das Westufer des Ottawa River. Der Highway führt knapp 10 km entlang dem Westufer des Ottawa River nach Norden. Er passiert die Siedlung Thorne und erreicht die beiden Staudämme, die den Ottawa River zum Timiskamingsee aufstauen. Über diese führt der Highway. Auf der östlichen Flussseite findet der Highway 63 seine Fortsetzung in der Route 101.